# Den utvalde (roman)
Den utvalde (originaltitel: The Giver) är en framtidsroman från 1993 av Lois Lowry. Romanen verkar till en början vara utopisk men visar sig vara dystopisk. Huvudpersonen, den tolvårige Jonas, lever i en värld utan fattigdom, utan krig och utan brottslighet.
Den utvalde vann Newberymedaljen 1994 och har sålt mer än 10 miljoner exemplar. En filmatisering hade biopremiär under augusti 2014.

## Handling
Bokens huvudperson heter Jonas och är tolv år gammal. Han lever i ett samhälle där alla barn föds av födelsemödrar och sedan placeras ut i så kallade familjeenheter som vardera består av ett vuxet par och ett manligt och ett kvinnligt barn när enheten är fullständig. Varje år föds 50 bebisar, så kallade nybarn. Det finns regler för allt och alla trivs. Det finns ingen arbetslöshet, inga konflikter, inget krig och inget hat. På morgonen talar man ut om de drömmar man upplevt under natten, och på kvällen de känslor man känt under dagen. Man får sin mat levererad och sina rester hämtade. Allas vardag ser ungefär likadan ut i samhället eftersom alla följer de regler som finns.
Den som bryter mot lagarna tre gånger blir "befriad". Ingen i samhället vet egentligen riktigt vad detta innebär, men Jonas får så småningom redan på att de som har befriats inte alls skickas till "Annorstädes" som det sägs, utan de blir dödade. De nybarn som skriker för mycket befrias, samt även de sjuka och gamla. Dock när en gammal person befrias, firas det att denne har haft ett långt och bra liv. Inför 12-årsceremonien, det år man får veta vilket uppdrag man får (arbete), är Jonas mycket spänd. Han har ingen aning om vad han ska få för arbete. 
Jonas blir utvald att bli "minnesbevarare", den som får bära alla minnen från tidigare generationer. Denna person ska ge råd om det händer något som samhället inte varit med om tidigare, genom att ta visdom från minnena. Han får dessa minnen från den tidigare minnesbevararen, som nu kallas för "Givaren". Det är ett stort ansvar och en stor ära att få detta uppdrag, men när Jonas får uppleva minnen från förr börjar han undra om allt verkligen står rätt till i samhället. Han börjar ifrågasätta människorna som inte har några riktiga känslor, att de inte har några fria val och varken kan se färger eller höra musik. Han tycker att alla borde ha rätt att få känna solens värme mot sin hud. Tillsammans med Givaren planerar Jonas att rymma från samhället för att släppa lös alla minnen som han förfogar över. Både Jonas och Givaren är eniga om att detta kan leda till kaos i samhället, men de tror starkt på att det kommer gynna befolkningens tillvaro på längre sikt.